# Quito
San Francisco de Quito (Quito) – stolica Ekwadoru, drugie co do wielkości miasto kraju (po Guayaquil). Położone w północnej części Ekwadoru w Andach na wysokości ok. 2700–2850 m n.p.m. (druga najwyżej położona stolica państwowa) na wschodnich stokach czynnego wulkanu Pichincha. Miasto położone jest ok. 40 km na południe od równika. Nazwa Quito pojawiła się w 1533 od wymarłego dzisiaj plemienia Kwitu.
Zachowało się tutaj wiele zabytków architektury kolonialnej, a zabudowa staromiejska została w 1978 wpisana na listę światowego dziedzictwa UNESCO

## Historia
Strategiczne położenie Quito stwarzało znakomite warunki do założenia miasta. W 1534 r. zdał sobie z tego sprawę hiszpański konkwistador Sebastián de Belalcázar. Strome ściany skalne po obu stronach doliny były naturalnymi, potężnymi murami obronnymi, a lodowiec Pichincha gwarantował dostatek wody. Ponadto teren był dobrze nasłoneczniony i osłonięty przed wiatrami. W krótkim czasie Quito stało się jedną z najwspanialszych metropolii hiszpańskich w Ameryce Południowej.
W XIX wieku Quito zaczęło w szybkim tempie rosnąć: od 1780 r. obszar miasta zwiększył się 50-krotnie.
W latach 50. i 60. budowano szerokie ulice łączące nowe dzielnice z zabytkowym centrum.

Panorama miasta

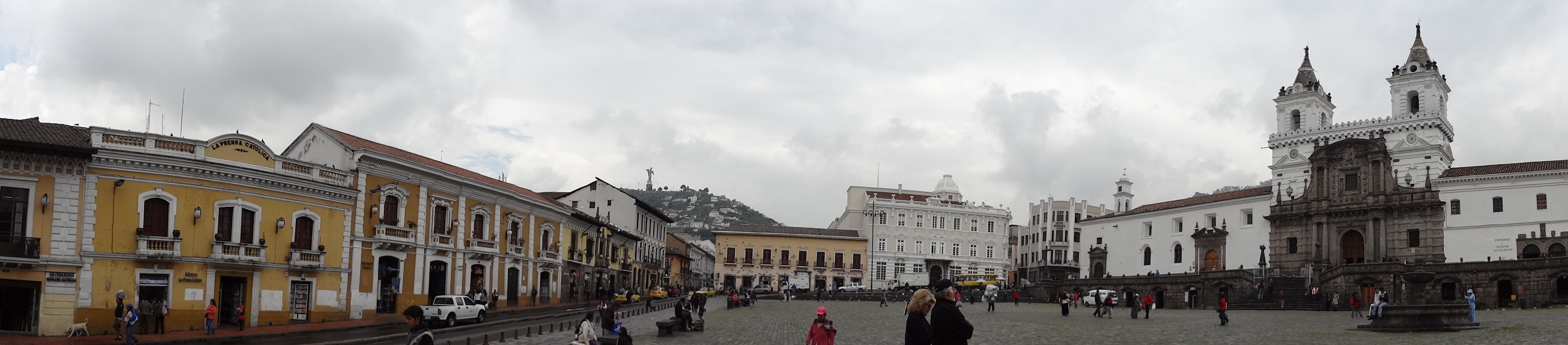
San Francisco Plaza w Quito

## Geografia

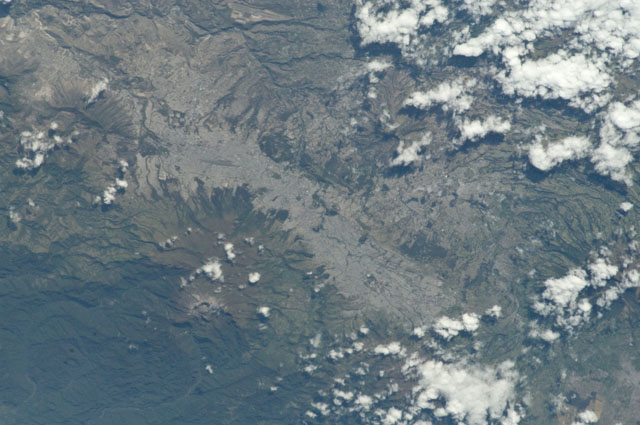
Widok Quito z International Space Station. Quito znajduje się na wschodniej ścianie wulkanu Pichincha, którego krater jest widoczny na zdjęciu.

Quito jest położone na północnych wyżynach Ekwadoru, w dorzeczu rzeki Guayllabamba. Miasto zbudowane jest na długim płaskowyżu, leżącym na wschodnich zboczach wulkanu Pichincha. Dolina rzeki Guayllabamba, gdzie leży Quito, otoczona jest przez wulkany. Niektóre z nich, pokryte śniegiem widoczne są z miasta przy dobrej widoczności. Quito jest najbliższą równikowi stolicą na świecie.

### Sąsiedztwo wulkanów
Najbliżej Quito jest wulkan Pichinicha, grożący zachodniej stronie miasta. Quito jest jedyną stolicą na świecie, która bezpośrednio zagrożona jest przez czynny wulkan.
Pichincha ma kilka szczytów, wśród nich Ruku Pichincha wysokości 4700 m n.p.m. i Wawa Pichincha – 4794 m. Wawa Pichincha jest aktywny i monitorowany przez wulkanologów instytutu geofizycznego Narodowej Politechniki. Największy wybuch nastąpił w 1660 roku, gdy więcej niż 25 cm popiołu pokryło miasto. Trzy niewielkie wybuchy miały miejsce jeszcze w XIX wieku. Najnowszy wybuch odnotowano w dniu 5 października 1999 roku, kiedy kilka kłębów dymu i duża ilość popiołu pokryły miasto.
Aktywność innych pobliskich wulkanów może mieć również wpływ na miasto. W listopadzie 2002 roku, po erupcji wulkanu w Reventador, miasto obsypane zostało warstwą drobnych cząstek popiołu o grubości do kilku centymetrów.
Wulkany na Cordillera Central (Królewskim Cordillera), na wschód od Quito, otaczające dolinę Guayllabamba, obejmują Cotopaxi, Sincholagua, Antisana i Cayambe. Niektóre z wulkanów zachodniego Cordillera, na zachodzie doliny Guayllabamba to Illiniza, Atacazo i Pululahua.

### Klimat
Zgodnie z klasyfikacją klimatów Köppena, Quito ma klimat oceaniczny (Cfb). Ze względu na swoją wysokość oraz bliskość równika, Quito ma dość stały klimat. Średnia temperatura w południe wynosi 18,7°C (65,7°F) przy niskiej nocnej 9,3°C (48,7°F). Średnia roczna temperatura wynosi 14°C (57°F). Miasto ma tylko dwie pory roku: suchą i mokrą. Pora sucha, od czerwca do września (4 miesiące), jest określana jako lato; pora deszczowa, od października do maja (8 miesięcy), jest określany jako zima. Roczna suma opadów, w zależności od lokalizacji, wynosi około 1000 mm.

## Demografia
Jest to liczba ludności miasta określona przez ostatni spis powszechny, przeprowadzony w 2001 roku. Liczba ta nie odzwierciedla populacji całego kantonu, która obejmuje również okoliczne parafie wiejskie, które są oddzielone od miasta.
- Populacja: 1 397 698
- Liczba gospodarstw domowych: 419 845
- Wskaźnik analfabetyzmu: 3,6%
- Stopa bezrobocia: 9%

## Obszary topograficzne

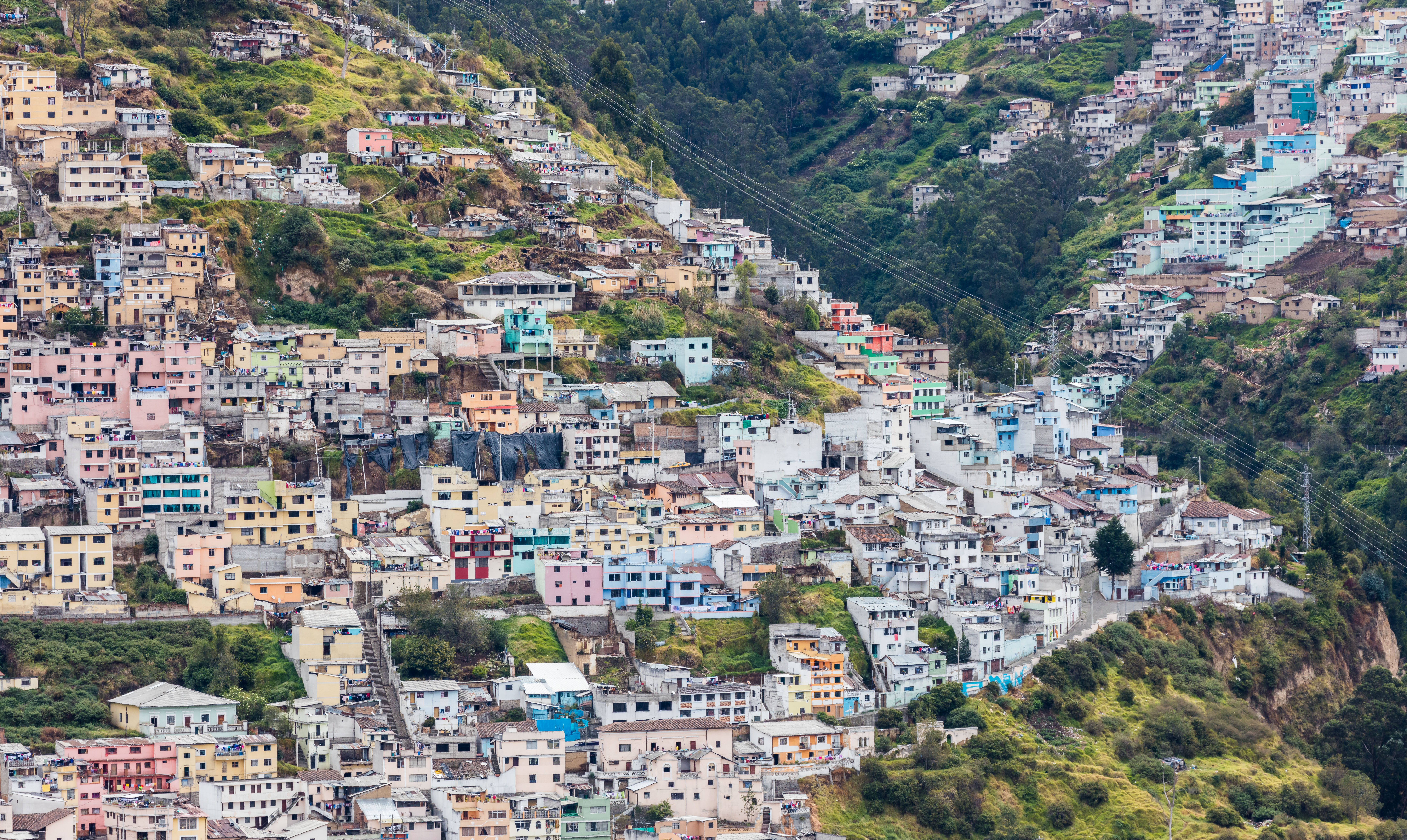
Przedmieścia na wzgórzach Quito.

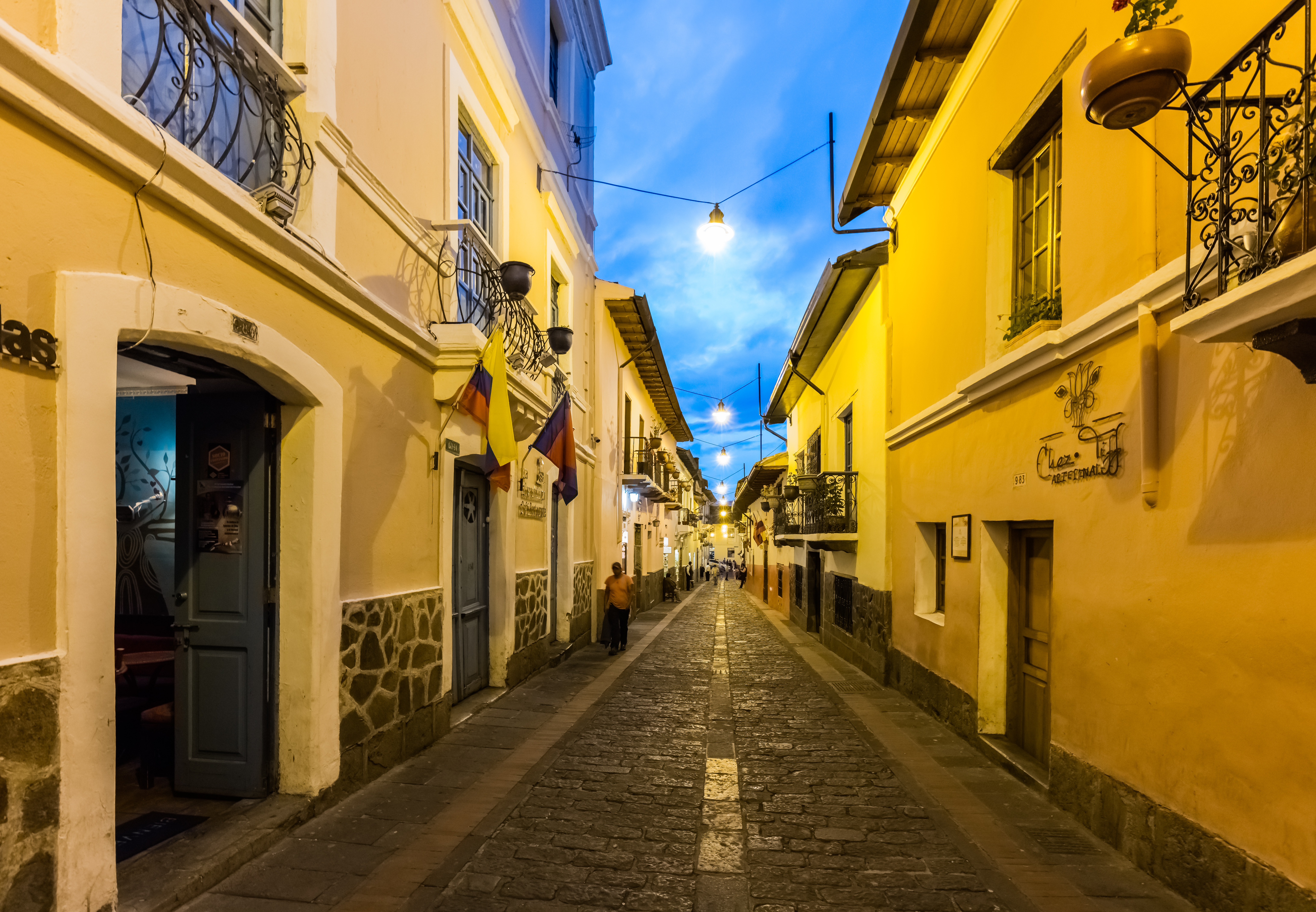
Ulica La Ronda, jedno z popularniejszych miejsc spotkań.

Quito składa się z trzech części, oddzielonych wzgórzami:
- centralna: kolonialne stare miasto
- południowa: jest głównie przemysłowa i mieszkalna
- północna: to nowoczesne Quito, złożone z wieżowców, centrów handlowych, dzielnicy finansowej i wyższej klasy dzielnic mieszkaniowych oraz niektórych osiedli robotniczych.

### Guápulo, Quito

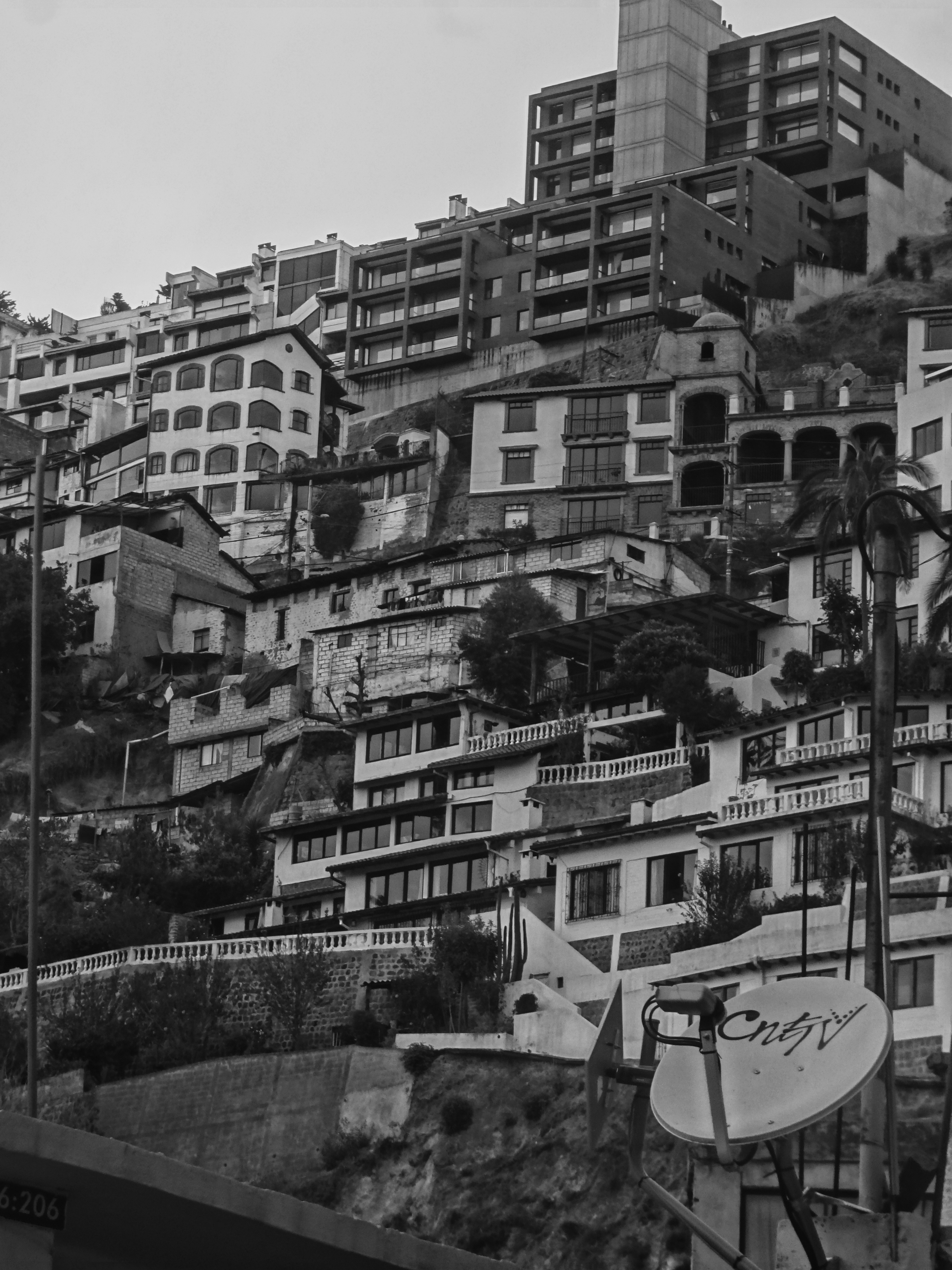
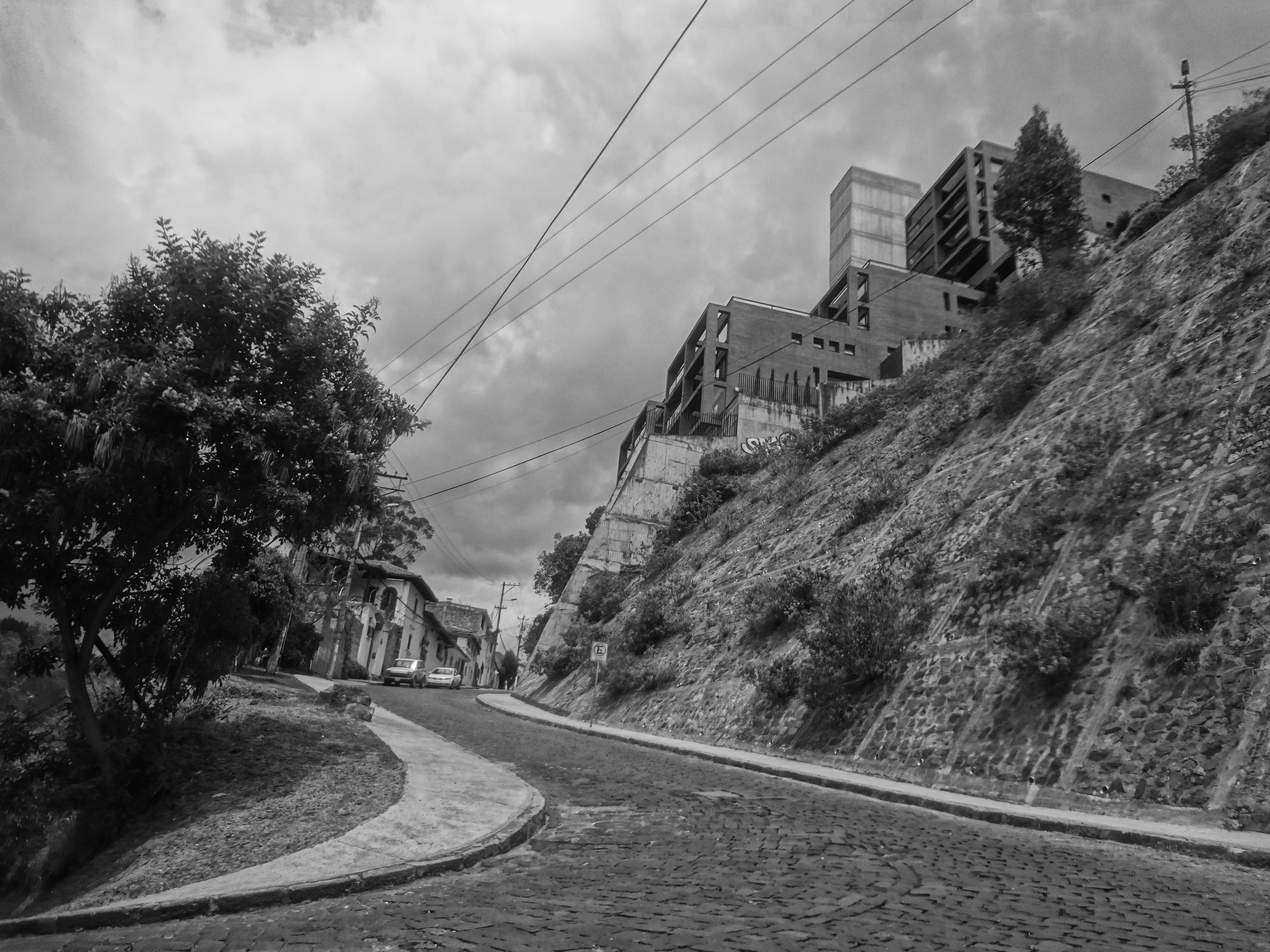
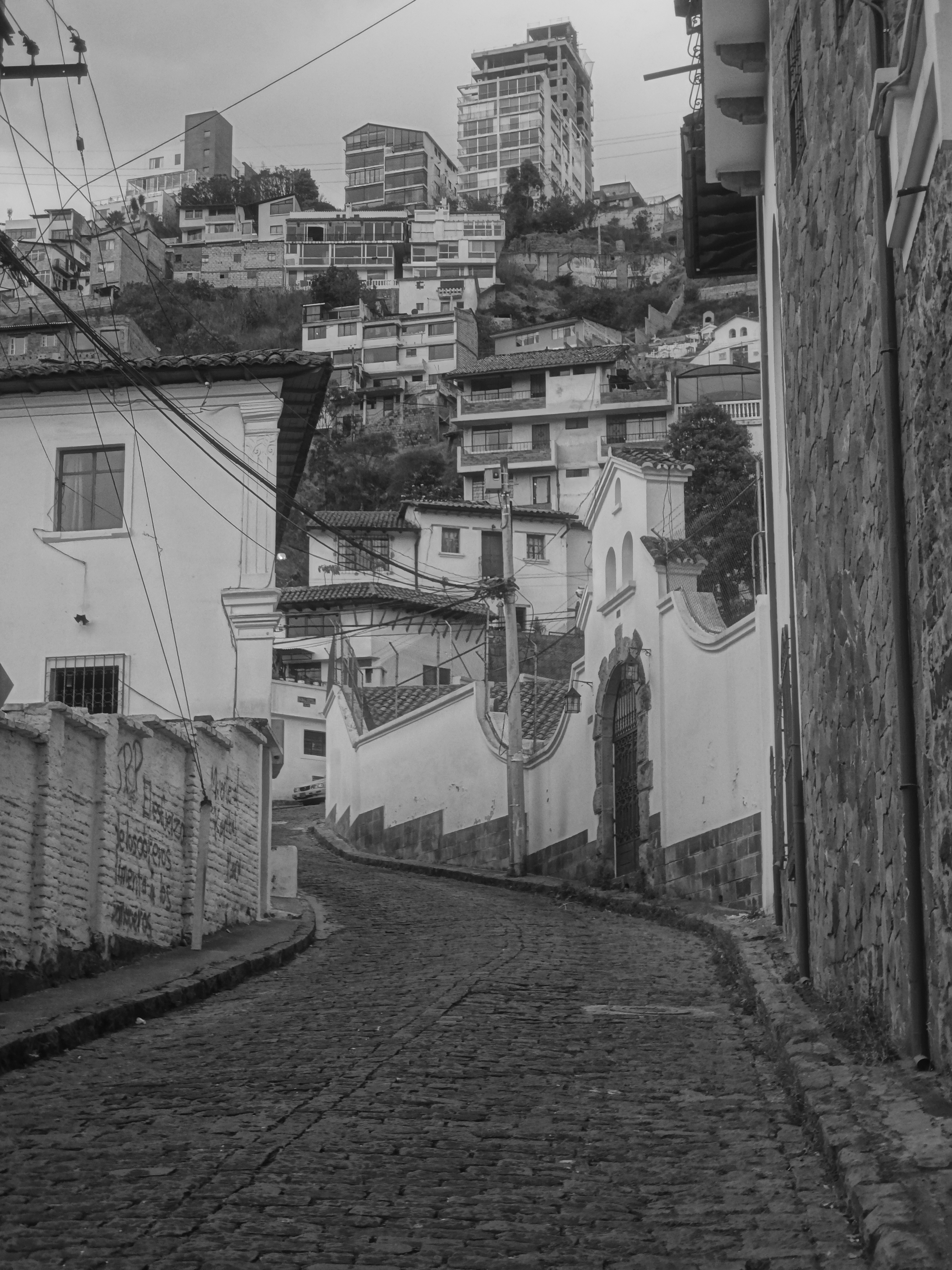
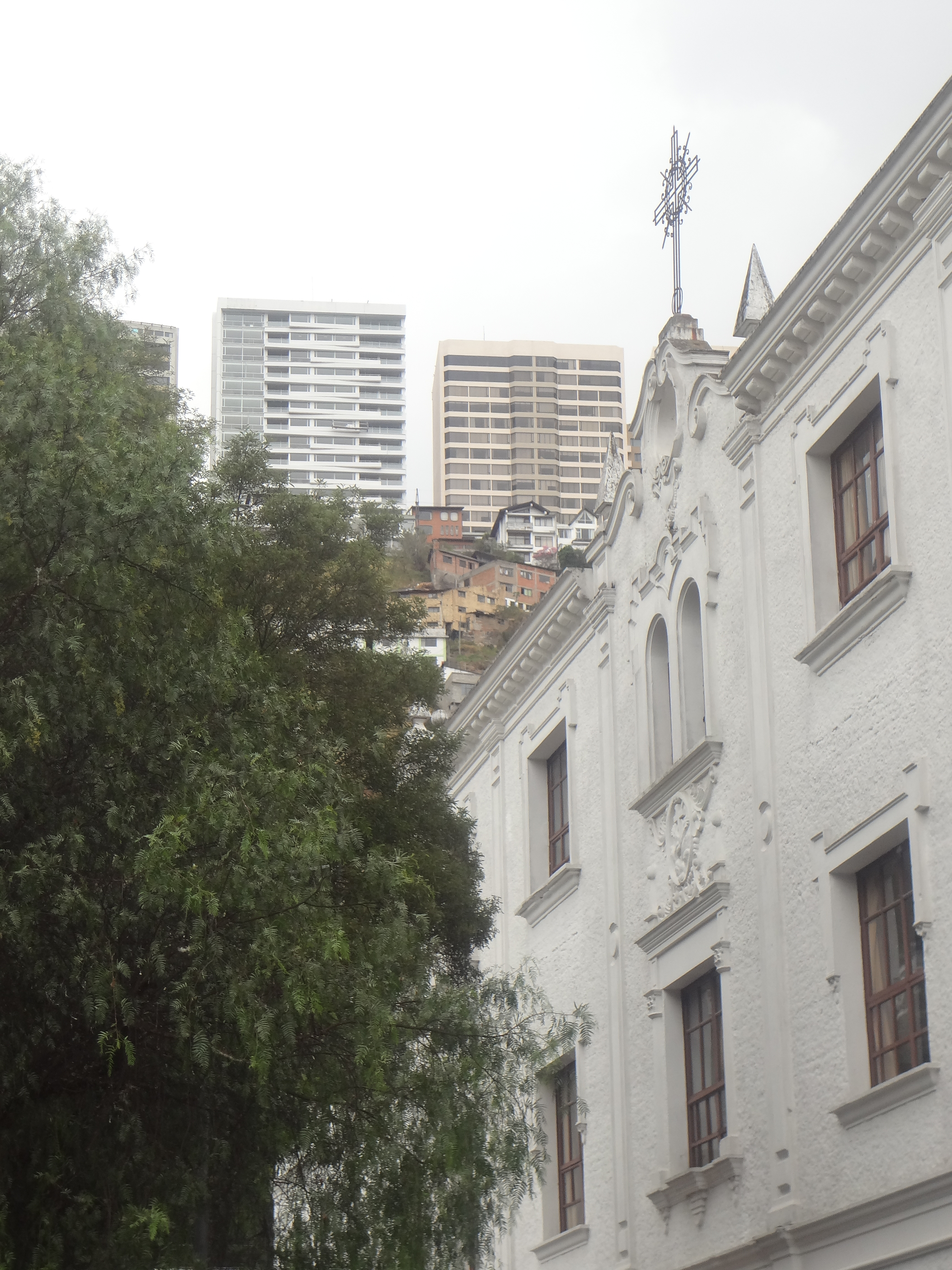
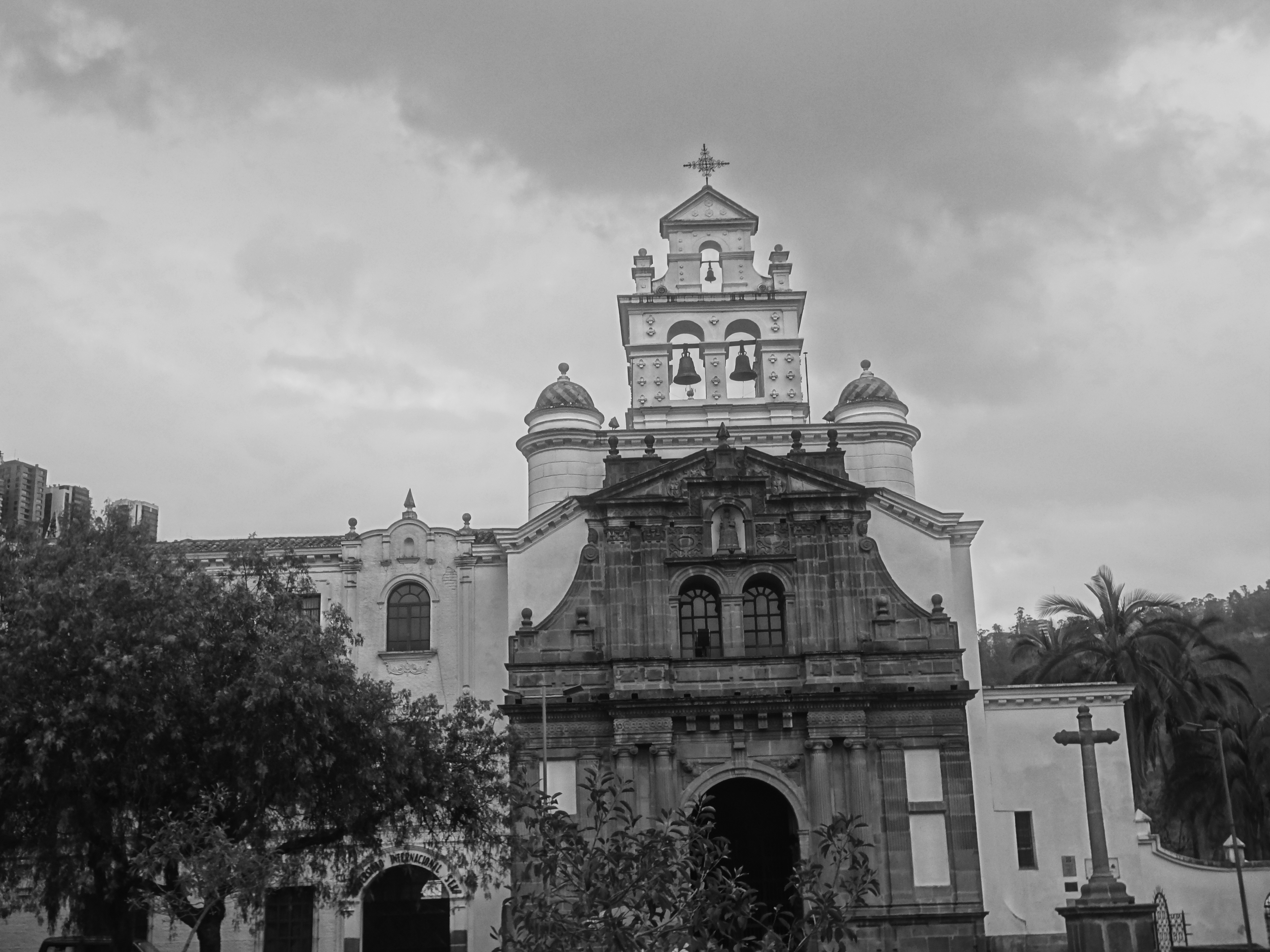
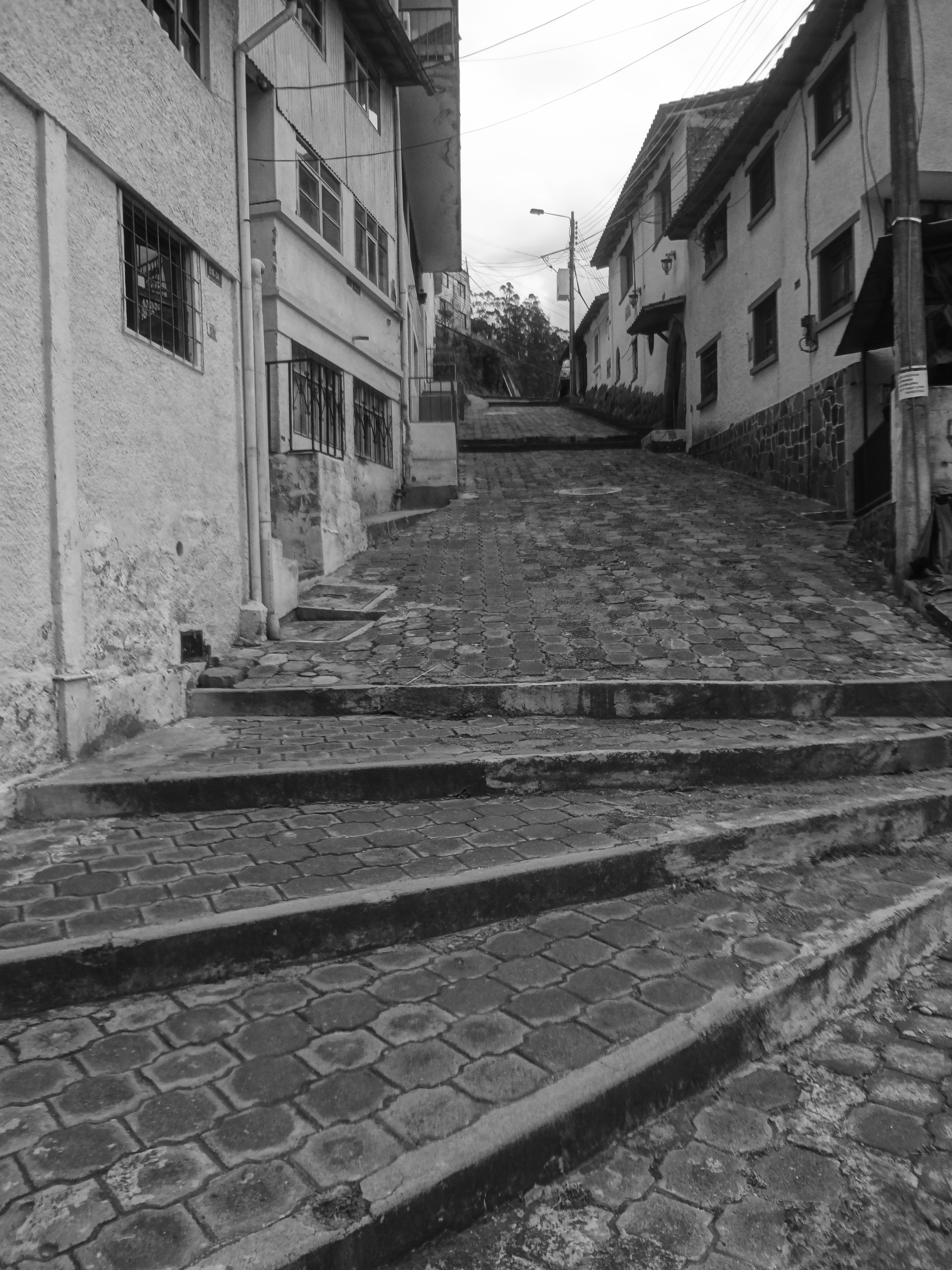
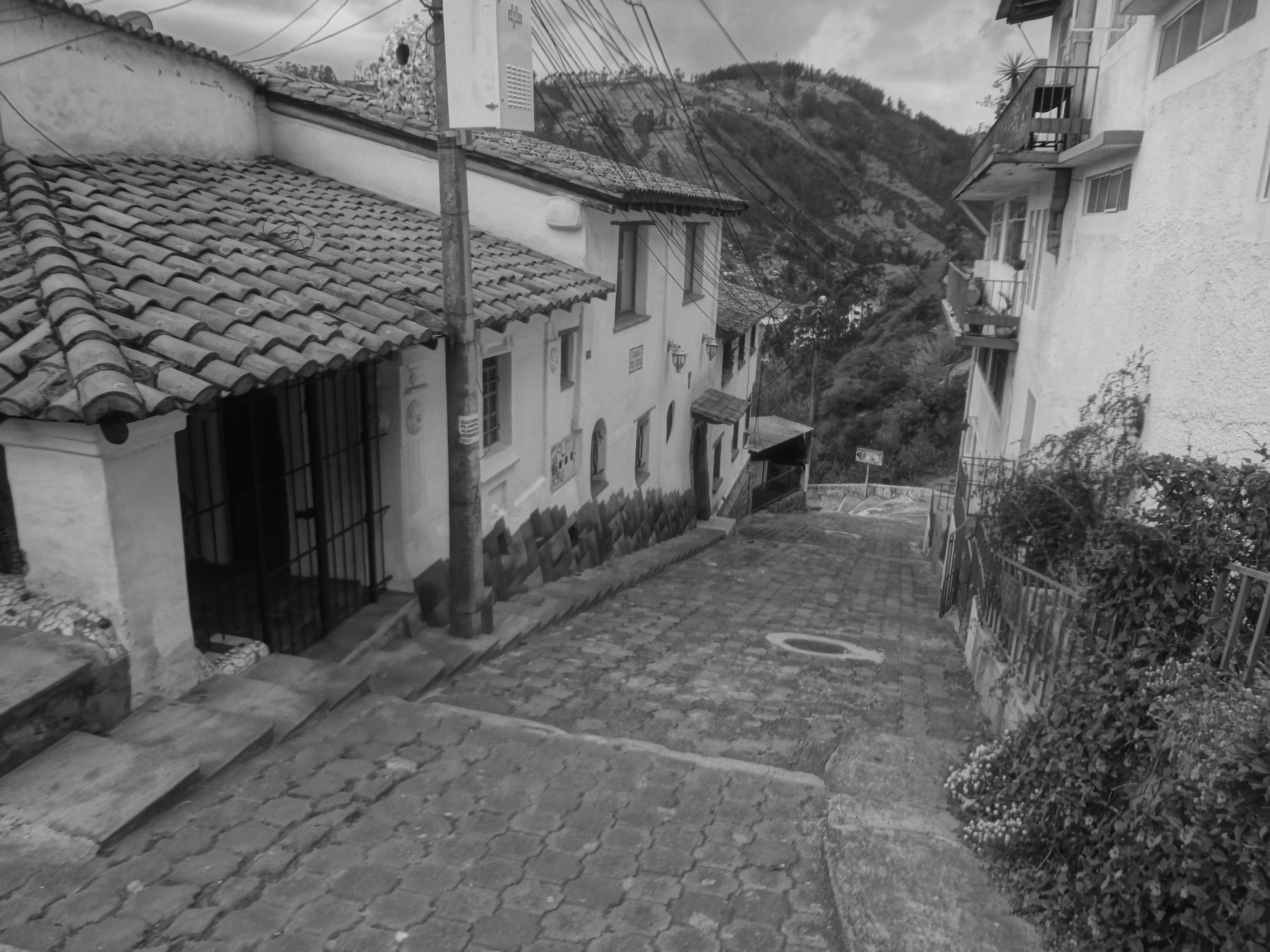

## Miasta partnerskie
- Louisville, Stany Zjednoczone
- St. Paul, Stany Zjednoczone
- Coral Gables, Stany Zjednoczone
- Portland, Stany Zjednoczone
- Madryt, Hiszpania
- Buenos Aires, Argentyna
- Managua, Nikaragua
- Toronto, Kanada
- Kraków, Polska
- Brasília, Brazylia
- Porto Alegre, Brazylia
- Vancouver, Kanada
- Santiago, Chile
- Dubaj, Zjednoczone Emiraty Arabskie
- Valparaíso, Chile
- Bogota, Kolumbia
- Cali, Kolumbia
- Meksyk, Meksyk
- Jerozolima, Izrael
- San Juan, Portoryko
- Londyn, Wielka Brytania
- Santo Domingo, Dominikana
- Montevideo, Urugwaj
- Caracas, Wenezuela